# Linnaemya soror
Linnaemya soror är en tvåvingeart som beskrevs av Zimin 1954. Linnaemya soror ingår i släktet Linnaemya och familjen parasitflugor. Inga underarter finns listade i Catalogue of Life.